# IENA (SNCF)
 (octobre 2022).
Pour les articles homonymes, voir Iéna (homonymie).

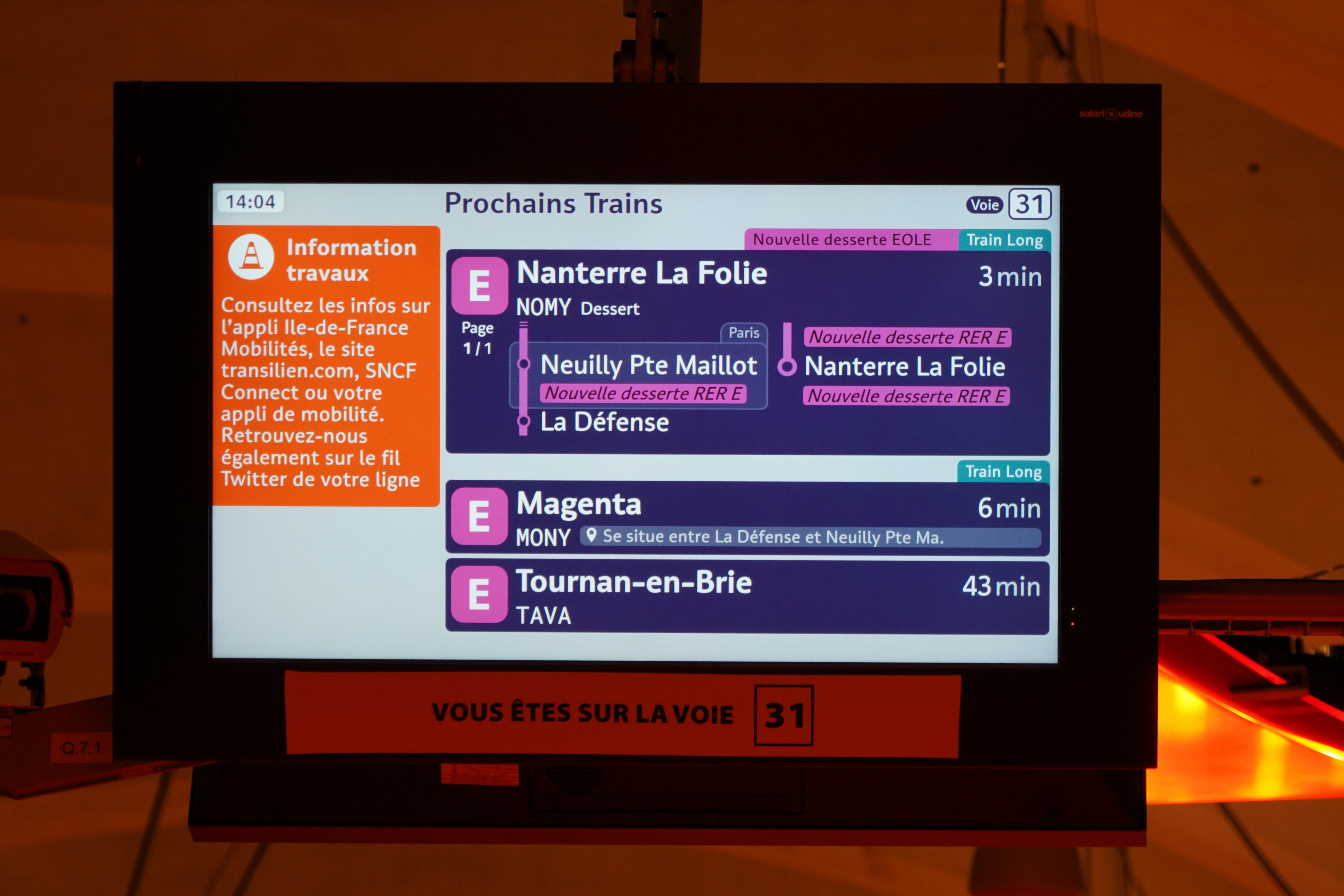
Écran d'informations IENA en Gare d'Haussmann - Saint-Lazare avec la nouvelle desserte à l'ouest du RER E

IENA (Information Évolutive pour un Nouvel Affichage) est un système d'information voyageurs développé par la Société nationale des chemins de fer français (SNCF) pour le réseau Transilien, y compris les lignes ou branches du réseau express régional d'Île-de-France (RER) qu'elle exploite. 
Destiné à remplacer le système actuel Infogare, IENA fait partie d'un projet de modernisation du système d'information de la SNCF qui a pour but principal de renouveler l'information des voyageurs en gare à l'aide de nouveaux affichages, enrichie de plus d'informations.

## Évolution de l'information des voyageurs
Les informations mises à disposition des voyageurs permettent :
- de connaître la liste et les horaires des prochains trains attendus dans une gare ;
- d'être informé des parties de quai non desservies lors de l’arrêt d'un train de composition courte ;
- de connaître la localisation d'un train ;
- de savoir qu'un train stationne dans une gare précédente ou entre deux gares ;
- d'être averti en cas de modification de la desserte d'un train, de sa composition ou de sa voie d'arrivée, par un message d'alerte sur l'écran[3].

Pour permettre d'afficher ces nouvelles informations, le système IENA s'appuie sur le déploiement de la fibre optique dans les gares d’Île-de-France ainsi qu'un raccordement direct aux outils du centre opérationnel Transilien (COT), permettant un débit d'informations plus rapide et plus direct entre les différents outils .
À compter de 2023, l'information en temps réel de l'affluence par voiture commence à être déployée sur les afficheurs. Elle concerne les lignes équipés de trains récents comme les Z 50000, les Z 57000 ou les futurs Z 58000 / Z 58500, lesquels disposent de capteurs de montée / descente au niveau des portes,.
En juin 2024, le dispositif est étendu dans une quarantaine de gares supplémentaires sur les lignes B, C, D et E du RER. Ces lignes n'étant pas exclusivement équipées de trains avec capteurs de montée / descente, elles font appui sur un système équipé de caméras et d'intelligence artificielle pour calculer l'affluence du train.

## Galerie de photographies

Écrans fonctionnant sous IENA
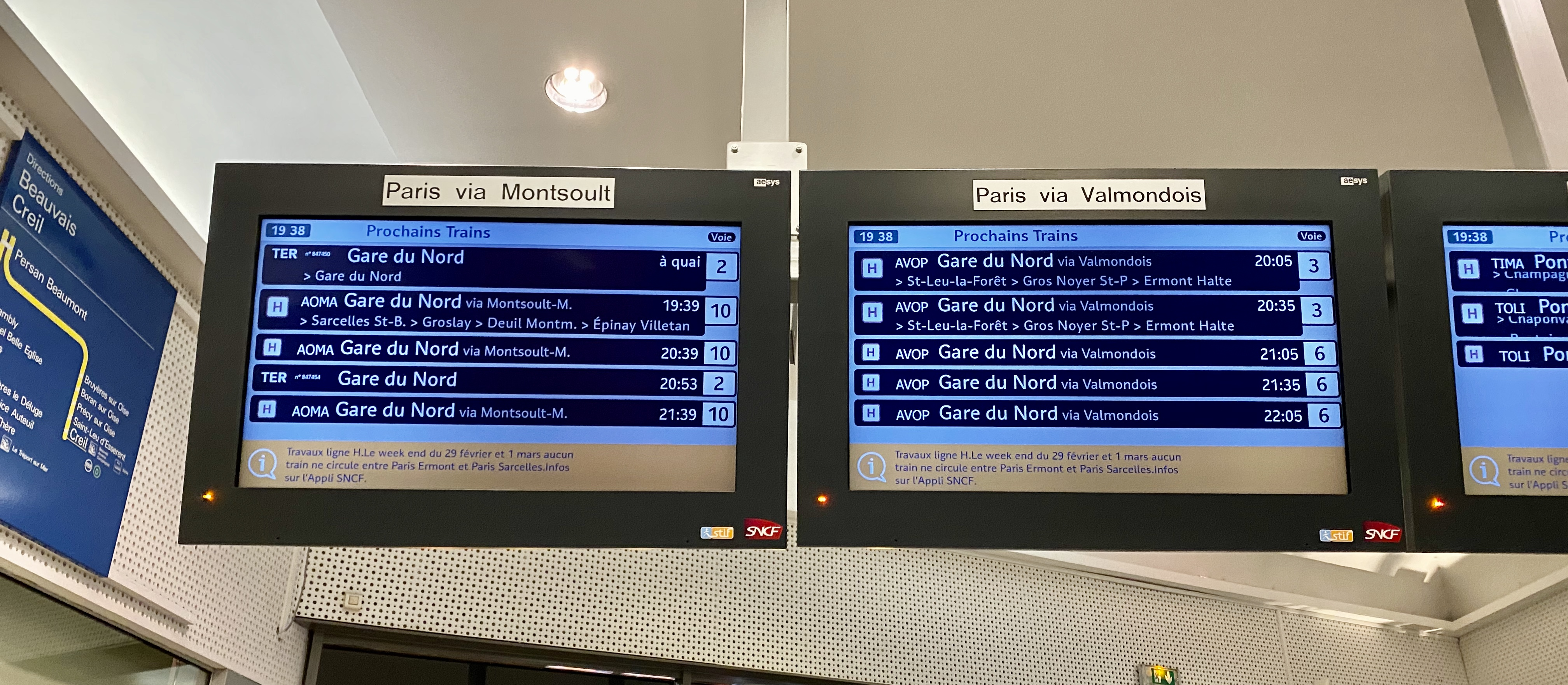
Deux afficheurs présentant les prochains trains en gare de Persan - Beaumont.
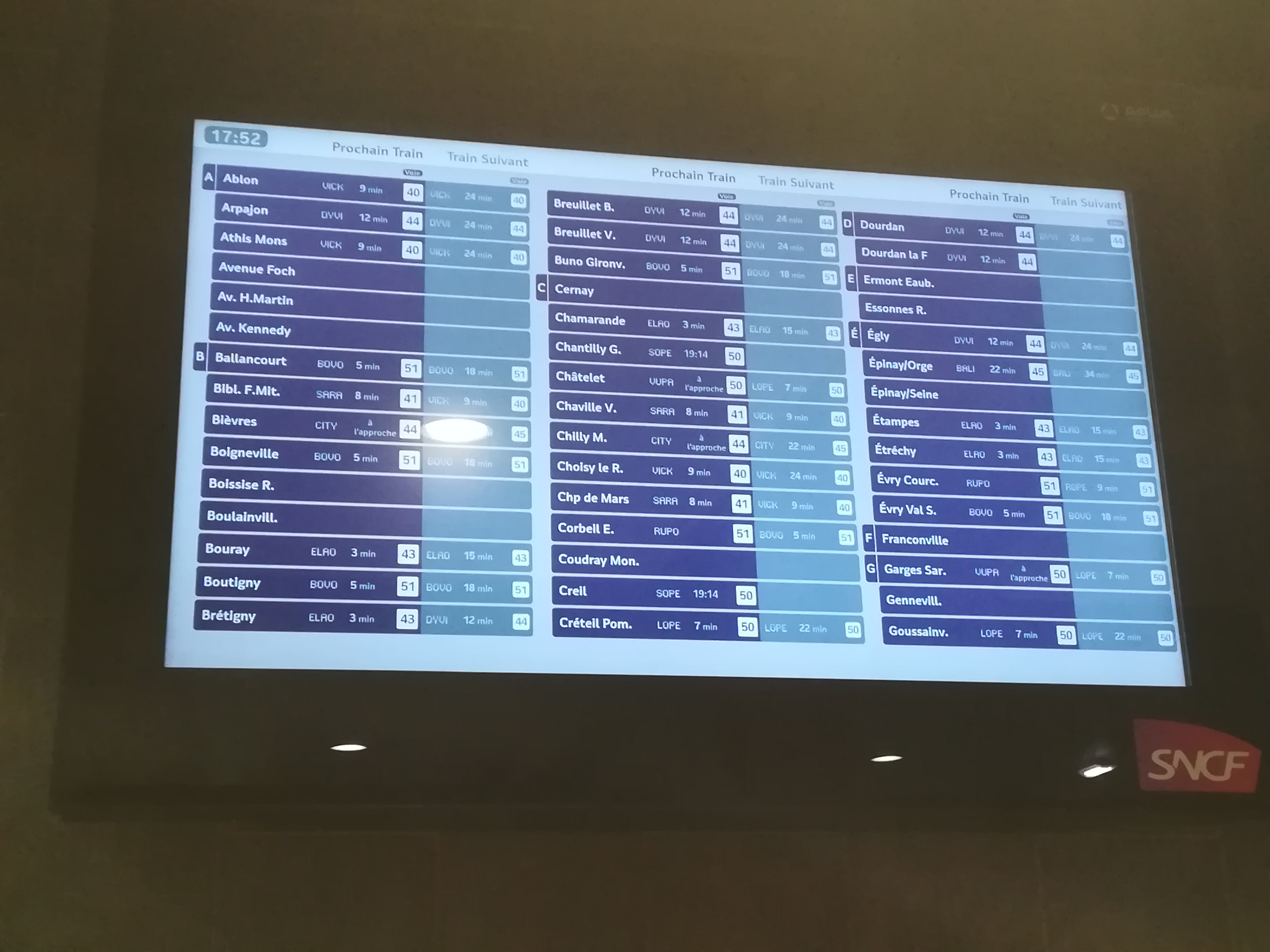
Écran d'informations sur les prochains trains en gare de Juvisy.
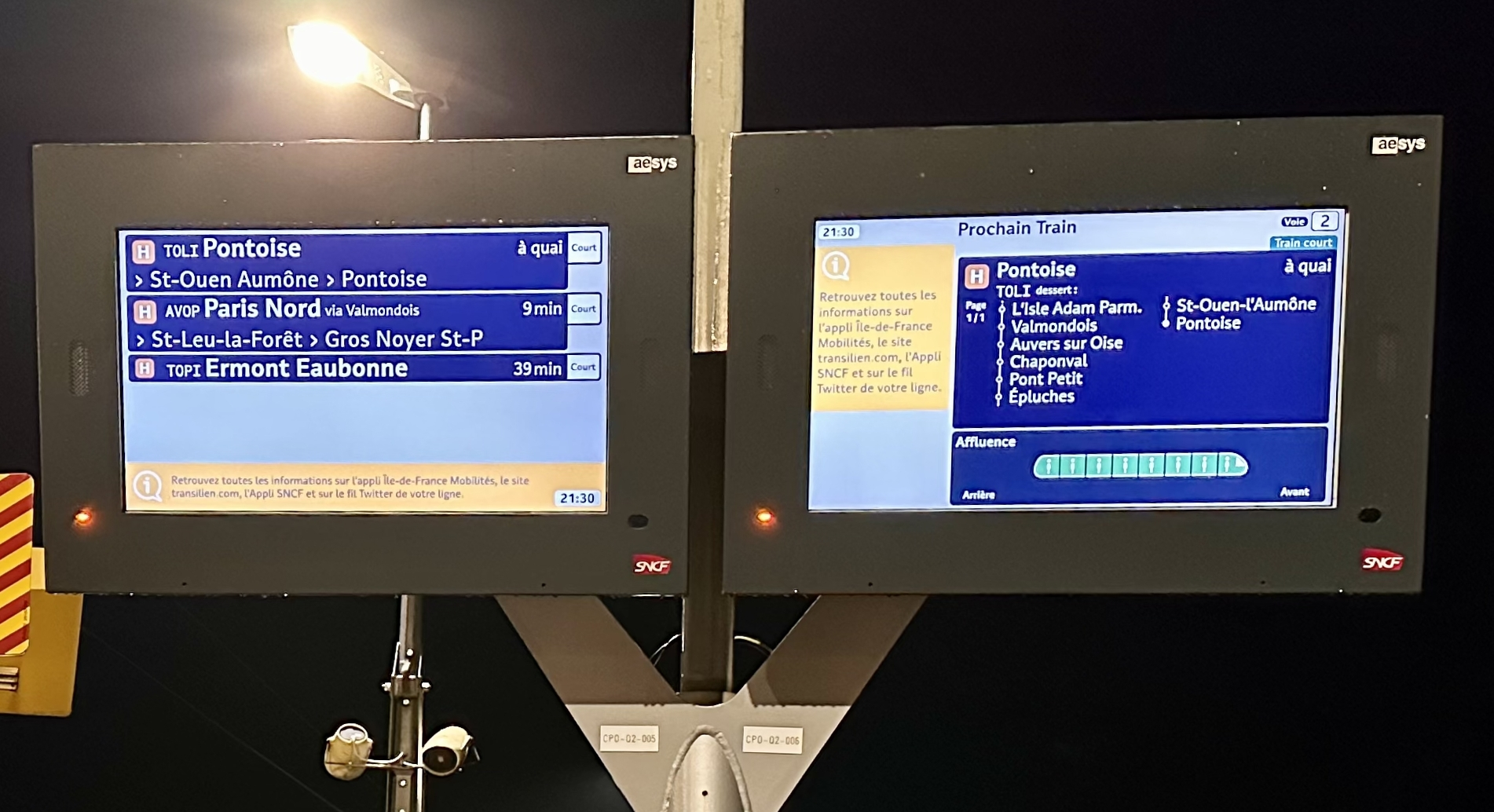
Écrans de quai montrant les prochains départs ainsi que la desserte et l'affluence du prochain train en gare de Champagne-sur-Oise.
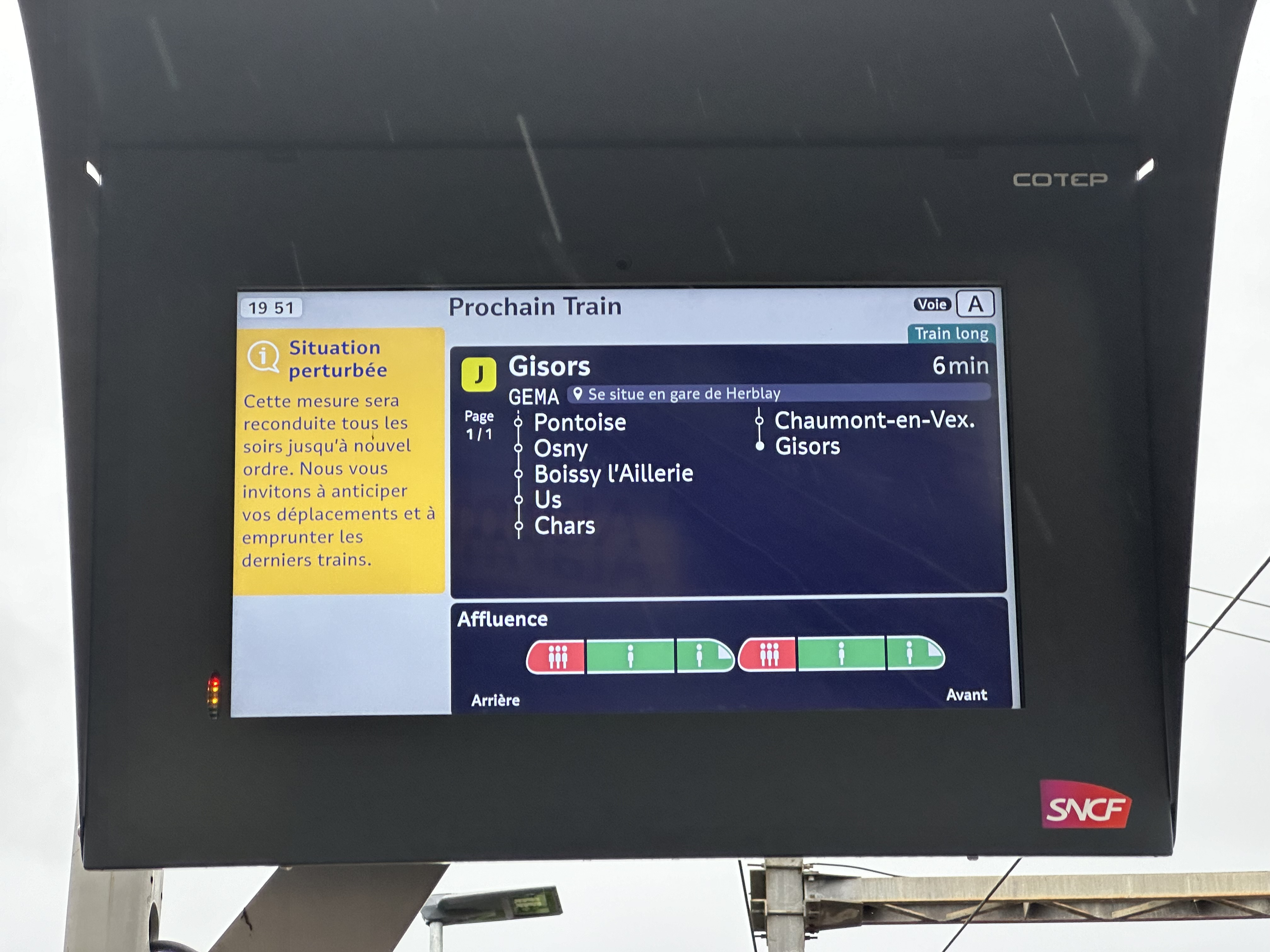
Écran de quai montrant la desserte, la position et l'affluence du prochain train sur la voie A en gare de Conflans-Sainte-Honorine.
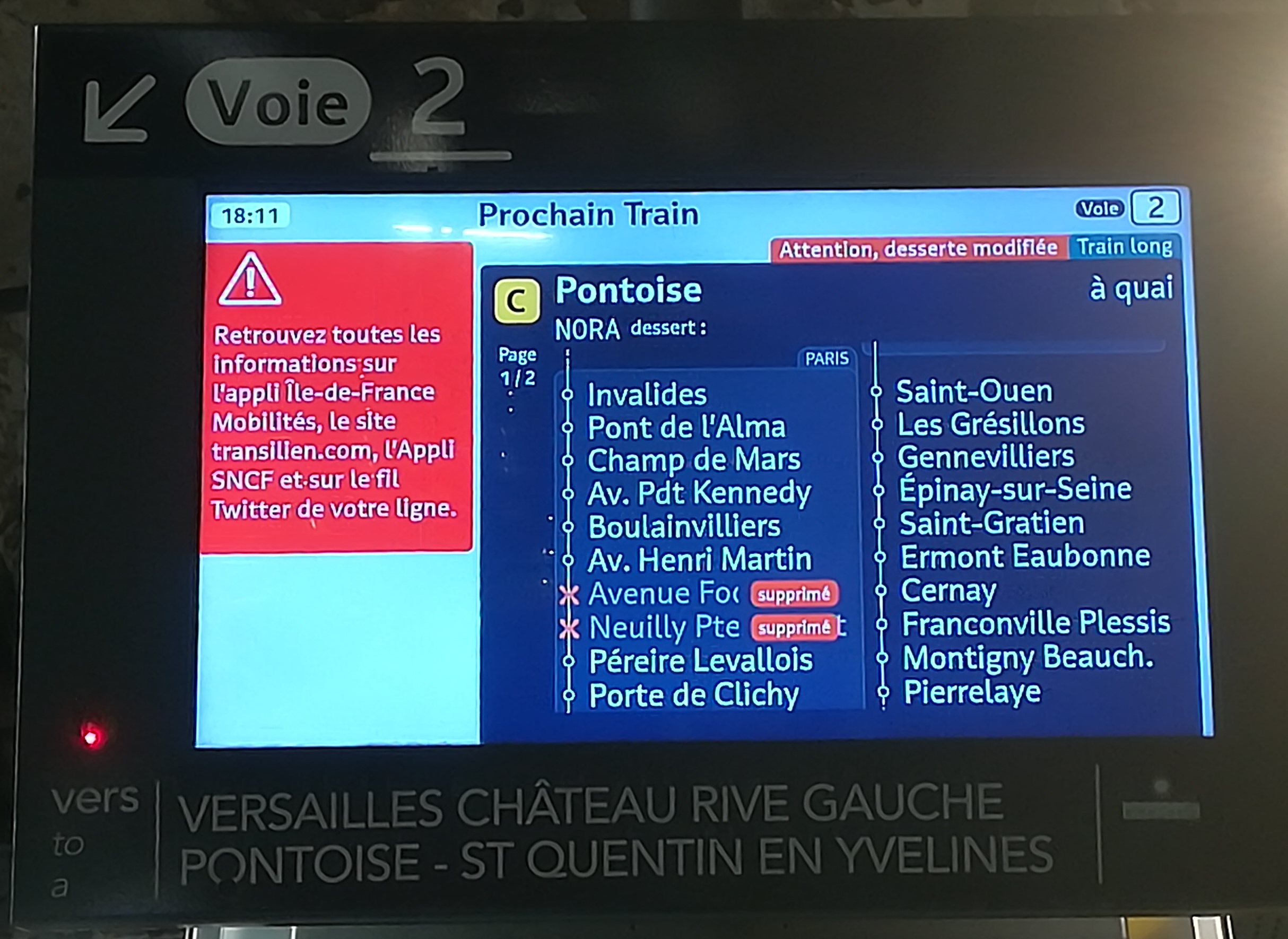
Écran de quai montrant la desserte modifiée du train à quai sur la voie 2 en gare du Musée d'Orsay.
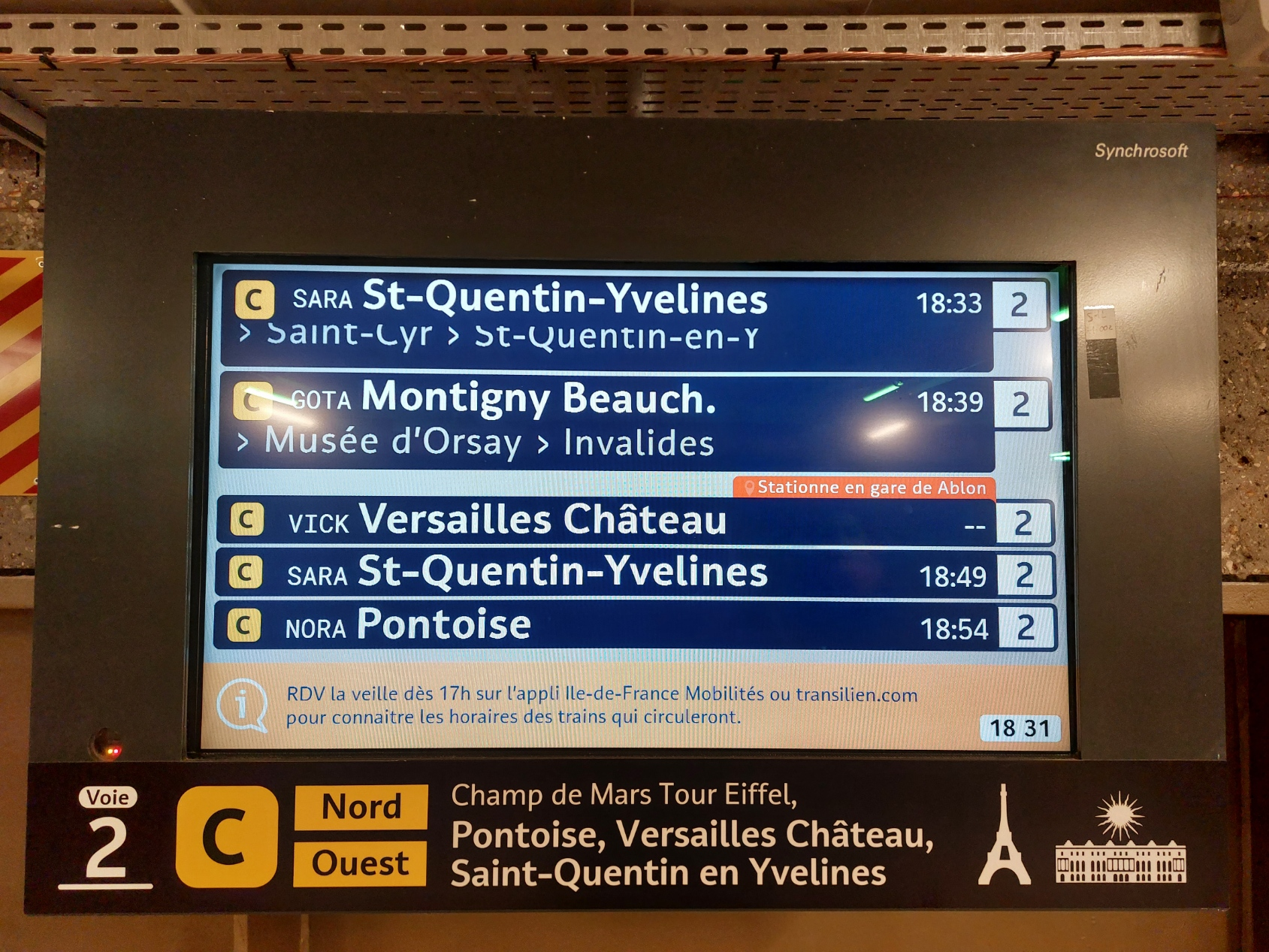
Prochains trains à desservir la Gare de Saint-Michel - Notre-Dame. Le train VICK, en stationnement prolongé en Gare d'Ablon, a son horaire de passage temporairement masqué.
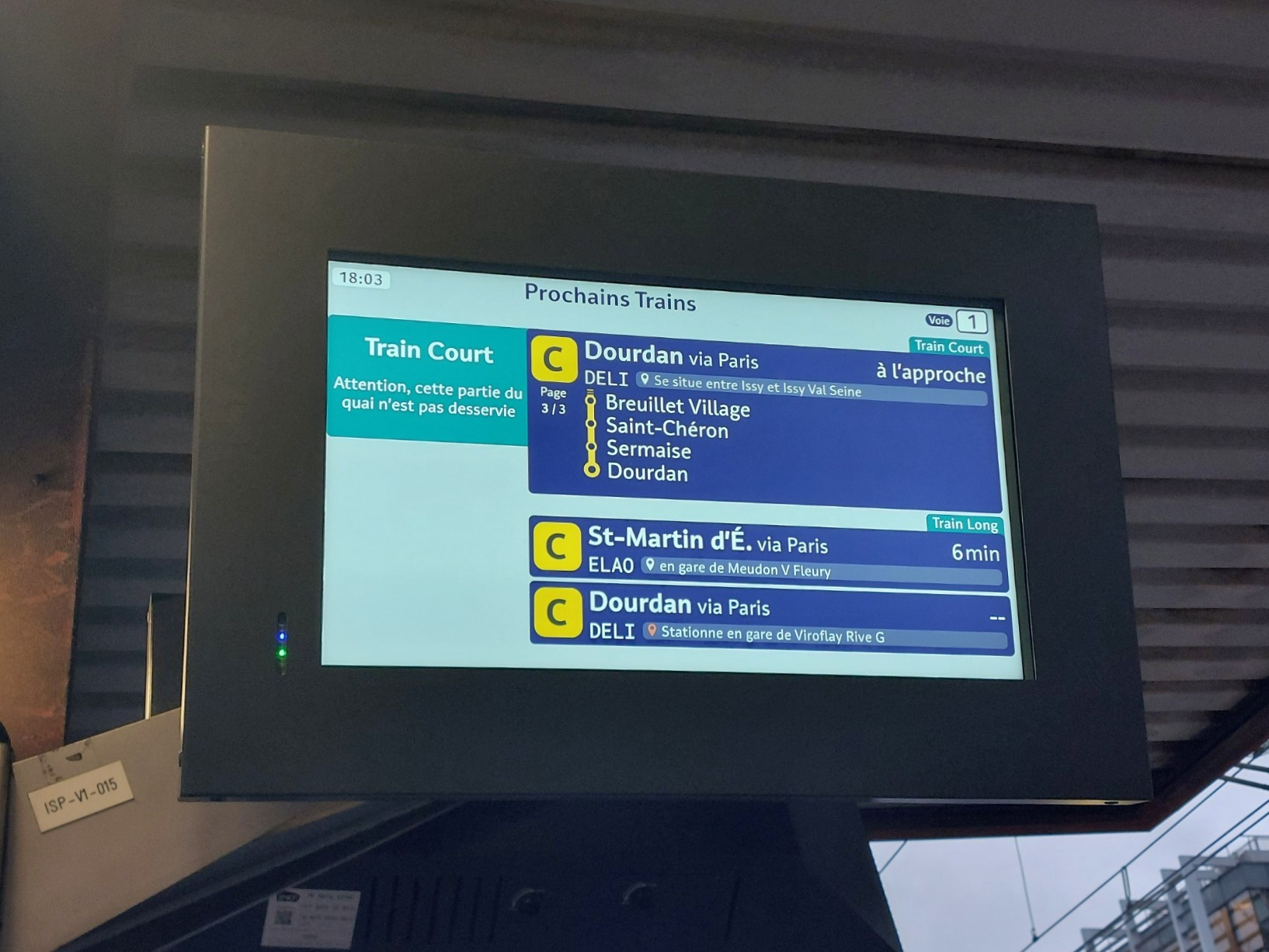
Prochains trains à desservir la Gare d'Issy-Val de Seine. Le train court DELI ne desservira pas cette partie du quai.
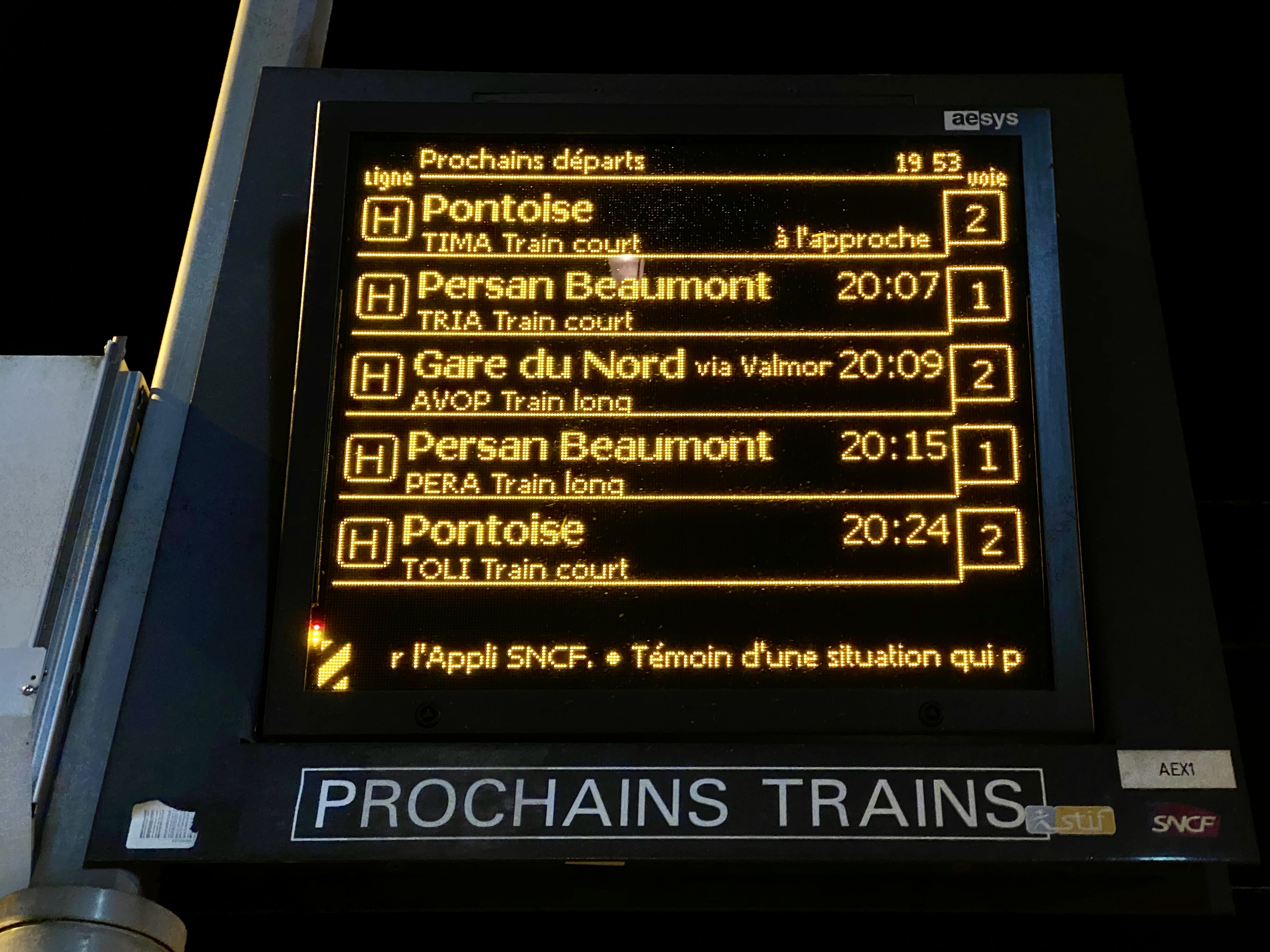
Afficheur de quai montrant les prochains trains à desservir la gare de Champagne-sur-Oise.

## Déploiement
Présenté en phase de test sur la ligne B à la fin du mois d'octobre 2019 après un premier déploiement sur la ligne K en juillet 2019, IENA a été progressivement déployé ligne par ligne sur les afficheurs à LED (TLED et MLED) et TFT du réseau Transilien pour s'achever en octobre 2020 sur la ligne C.
Les afficheurs MLED ont été basculés sur une alimentation par IENA mais ont été ensuite été intégralement remplacés par des écrans TFT. Les afficheurs TLED sont également en voie de remplacement intégral par des écrans TFT début 2024.
Les afficheurs des stations des lignes de tram-train T11 et T4 ne sont pas pilotés par IENA mais directement par le Système d'information voyageurs propre à ces lignes. 
Les afficheurs LCD SIEL de la RATP ne sont pas concernés, s'agissant d'un système totalement distinct.
Concernant la nouvelle ligne V du Transilien, l'ancienne signalétique du RER C sera remplacée progressivement d'ici la fin de l'année 2024.
| Ligne                              | Date de déploiement            |
| ---------------------------------- | ------------------------------ |
| (RER) · (A)                        | aout 2020                      |
| (RER) · (B)                        | octobre 2019                   |
| (RER) · (C)                        | octobre 2020                   |
| (RER) · (D)                        | juillet 2020                   |
| (RER) · (E)                        | décembre 2019                  |
| Transilien · Ligne H du Transilien | février 2020                   |
| Transilien · Ligne J du Transilien | aout 2020                      |
| Transilien · Ligne K du Transilien | octobre 2019[réf. à confirmer] |
| Transilien · Ligne L du Transilien | aout 2020                      |
| Transilien · Ligne N du Transilien | septembre 2020                 |
| Transilien · Ligne P du Transilien | décembre 2019                  |
| Transilien · Ligne R du Transilien | juillet 2020                   |
| Transilien · Ligne U du Transilien | septembre 2020                 |
| (T) · (4)                          | décembre 2019                  |